# Frank Cavett
Frank Morgan Cavett (27. december 1905 - 27. marts 1973) var en amerikansk manuskriptforfatter.

## Filmografi
- 1952 - Verdens største show (historie)
- 1951 - Vest for Missouri (historie)
- 1947 - Skråplanet (original historie)
- 1945 - The Corn Is Green
- 1944 - Går du min vej? (manus)
- 1942 - Jazzens pionerer (manus)
- 1940 - To Mænd og een Kvinde (original historie)
- 1940 - Tom Browns skoledage (manus)
- 1939 - Havets beherskere (historie og manus)
- 1938 - En stjerne slukkes (manus - uncredited)
- 1934 - Så er vi kvit (som Frank Morgan Cavett)
- 1932 - Vanity Street (historie)